# 1977-es fedett pályás atlétikai Európa-bajnokság
Az 1977-es fedett pályás atlétikai Európa-bajnokságot San Sebastiánban, Spanyolországban rendezték március 12. és március 13. között. Ez volt a 8. fedett pályás Eb. A férfiaknál 11, a nőknél 8 versenyszám volt. 
Erdélyi Ildikó a női távolugrásban ezüstérmet szerzett, rajta kívül három bronzérmes magyar atlétája volt még az Európa-bajnokságnak: Zemen János férfi 1500 méteres síkfutásban, Szalma László férfi távolugrásban, Sámuel Edit női magasugrásban lett harmadik.

## A magyar sportolók eredményei
Magyarország az Európa-bajnokságon 10 sportolóval képviseltette magát.
Érmesek
| Érem  | Versenyző     | Versenyszám | Dátum       |
| ----- | ------------- | ----------- | ----------- |
| Ezüst | Szabó Ildikó  | Távolugrás  | március 13. |
| Bronz | Sámuel Edit   | Magasugrás  | március 12. |
| Bronz | Zemen János   | 1500 m      | március 13. |
| Bronz | Szalma László | Távolugrás  | március 13. |

## Éremtáblázat
(A táblázatban Magyarország eltérő háttérszínnel kiemelve.)
| Helyezés | Nemzet         | Arany | Ezüst | Bronz | Összesen |
| 1.       | NDK            | 4     | 4     | 1     | 9        |
| 2.       | Szovjetunió    | 3     | 3     | 0     | 6        |
| 3.       | Nagy-Britannia | 3     | 2     | 0     | 5        |
| 4.       | NSZK           | 2     | 2     | 1     | 5        |
| 5.       | Lengyelország  | 2     | 1     | 5     | 8        |
| 6.       | Csehszlovákia  | 2     | 0     | 0     | 2        |
| 7.       | Olaszország    | 1     | 0     | 2     | 3        |
| 8.       | Belgium        | 1     | 0     | 0     | 1        |
| 8.       | Izland         | 1     | 0     | 0     | 1        |
| 10.      | Bulgária       | 0     | 2     | 1     | 3        |
| 10.      | Finnország     | 0     | 2     | 1     | 3        |
| 12.      | Magyarország   | 0     | 1     | 3     | 4        |
| 13.      | Franciaország  | 0     | 1     | 1     | 2        |
| 14.      | Svédország     | 0     | 1     | 0     | 1        |
| 15.      | Svájc          | 0     | 0     | 2     | 2        |
| 16.      | Hollandia      | 0     | 0     | 1     | 1        |
| 16.      | Jugoszlávia    | 0     | 0     | 1     | 1        |

## Érmesek
- WR – világrekord
- CR – Európa-bajnoki rekord
- AR – kontinens rekord
- NR – országos rekord
- PB – egyéni rekord
- WL – az adott évben aktuálisan a világ legjobb eredménye
- SB – az adott évben aktuálisan az egyéni legjobb eredmény

### Férfi
| Versenyszám | Arany                                 | Arany      | Ezüst                             | Ezüst   | Bronz                            | Bronz   |
| ----------- | ------------------------------------- | ---------- | --------------------------------- | ------- | -------------------------------- | ------- |
| 60 m        | Valeriy Borzov · Szovjetunió          | 6,59       | Christer Garpenborg · Svédország  | 6,60    | Marian Woronin · Lengyelország   | 6,67    |
| 400 m       | Fons Brijdenbach · Belgium            | 46,53      | Francis Demarthon · Franciaország | 47,11   | Marian Gęsicki · Lengyelország   | 47,21   |
| 800 m       | Sebastian Coe · Nagy-Britannia        | 1:46,54 CR | Erwin Gohlke · NDK                | 1:47,2a | Rolf Gysin · Svájc               | 1:47,6a |
| 1500 m      | Jürgen Straub · NDK                   | 3:46,5a    | Paul-Heinz Wellmann · NSZK        | 3:46,6a | Zemen János · Magyarország       | 3:46,6a |
| 3000 m      | Karl Fleschen · NSZK                  | 7:57,5a    | Pekka Päivärinta · Finnország     | 7:59,3a | Markus Ryffel · Svájc            | 8:00,3a |
| 60 m gát    | Thomas Munkelt · NDK                  | 7,62 CR    | Viktor Mjasznyikov · Szovjetunió  | 7,79    | Arto Bryggare · Finnország       | 7,79    |
| Rúdugrás    | Władysław Kozakiewicz · Lengyelország | 5,51 CR    | Antti Kalliomäki · Finnország     | 5,31    | Mariusz Klimczyk · Lengyelország | 5,20    |
| Magasugrás  | Jacek Wszoła · Lengyelország          | 2,25 CR    | Rolf Beilschmidt · NDK            | 2,22    | Ruud Wielart · Hollandia         | 2,22    |
| Távolugrás  | Hans Baumgartner · NSZK               | 7,96       | Lutz Franke · NDK                 | 7,89    | Szalma László · Magyarország     | 7,78    |
| Hármasugrás | Viktor Szanyejev · Szovjetunió        | 16,65      | Jaak Uudmäe · Szovjetunió         | 16,46   | Bernard Lamitié · Franciaország  | 16,45   |
| Súlylökés   | Hreinn Halldórsson · Izland           | 20,59      | Geoff Capes · Nagy-Britannia      | 20,46   | Władysław Komar · Lengyelország  | 20,17   |

### Női
| Versenyszám | Arany                              | Arany      | Ezüst                               | Ezüst   | Bronz                            | Bronz   |
| ----------- | ---------------------------------- | ---------- | ----------------------------------- | ------- | -------------------------------- | ------- |
| 60 m        | Marlies Oelsner · NDK              | 7,17       | Ljudmila Sztorozskova · Szovjetunió | 7,24    | Rita Bottiglieri · Olaszország   | 7,34    |
| 400 m       | Marita Koch · NDK                  | 51,14 CR   | Verona Elder · Nagy-Britannia       | 52,75   | Jelica Pavličić · Jugoszlávia    | 53,49   |
| 800 m       | Jane Colebrook · Nagy-Britannia    | 2:01,12 CR | Totka Petrova · Bulgária            | 2:01,17 | Elżbieta Katolik · Lengyelország | 2:01,3a |
| 1500 m      | Mary Stewart · Nagy-Britannia      | 4:09,37 CR | Veszela Jacinszka · Bulgária        | 4:10,0a | Rumjana Csavdarova · Bulgária    | 4:11,3a |
| 60 m gát    | Ljubov Nyikityenko · Szovjetunió   | 8,29       | Zofia Filip · Lengyelország         | 8,34    | Rita Bottiglieri · Olaszország   | 8,39    |
| Magasugrás  | Sara Simeoni · Olaszország         | 1,92 =CR   | Brigitte Holzapfel · NSZK           | 1,89    | Sámuel Edit · Magyarország       | 1,86    |
| Távolugrás  | Jarmila Nygrýnová · Csehszlovákia  | 6,63       | Erdélyi Ildikó · Magyarország       | 6,55    | Heidemarie Wycisk · NDK          | 6,40    |
| Súlylökés   | Helena Fibingerová · Csehszlovákia | 21,46 CR   | Ilona Slupianek · NDK               | 21,12   | Eva Wilms · NSZK                 | 20,87   |